# Hypothyris ninonia
Espèce
Hypothyris ninonia est un insecte lépidoptère  de la famille des Nymphalidae, de la sous-famille des Danainae, Tribu des  Ithomiini, sous-tribu des Napeogenina, et du genre Hypothyris. C'est l'espèce type pour le genre.

## Dénomination
- Hypothyris ninonia a été décrit par l'entomologiste allemand Jacob Hübner en 1806 sous le nom initial de Nereis ninonia[1]
- La localite type est l'État de Para au Brésil.

## Taxinomie
Sous-espèces
- Hypothyris ninonia ninonia; présent au Brésil.
- Hypothyris ninonia aetha Fox & Real, 1971; présent en Bolivie
- Hypothyris ninonia antonina (Staudinger, [1884]); présent au Pérou.
- Hypothyris ninonia caquetacola Fox, 1971; présent en Colombie
- Hypothyris ninonia colophonia d'Almeida, 1945; présent au Brésil.
- Hypothyris ninonia completa (Haensch, 1909); présent au Brésil.
- Hypothyris ninonia completomaculata (Zikán, 1941); présent au Brésil.
- Hypothyris ninonia cornelie (Guérin-Méneville, [1844]); présent en Bolivie et au Brésil.
- Hypothyris ninonia daeta (Boisduval, 1836); présent au Brésil.
- Hypothyris ninonia daetina (Weymer, 1899); présent au Brésil.
- Hypothyris ninonia diphes Fox, 1971; présent en Colombie et en Équateur.
- Hypothyris ninonia fimbria (Hewitson, 1855); présent en Colombie
- Hypothyris ninonia granadensis (Haensch, 1905); présent en Colombie
- Hypothyris ninonia latefasciata (Haensch, 1909); présent en Guyana et en Guyane

Synonymie pour cette sous-espèce
Ceratinia ninonia latefasciata (Haensch, 1909)
Hypothyris ninonia fugitiva (Fox, 1941)
- Hypothyris ninonia latipennis (Tessmann, 1928); présent au Pérou.
- Hypothyris ninonia mutilla (Hewitson, 1867); présent en Guyana
- Hypothyris ninonia mysotis (Haensch, 1909); présent au Venezuela
- Hypothyris ninonia neimyi (Riley, 1919); présent au Brésil.
- Hypothyris ninonia pellucida (Haensch, 1905); présent en Guyana
- Hypothyris ninonia vallina (Haensch, 1909); présent au Venezuela[2].

## Description

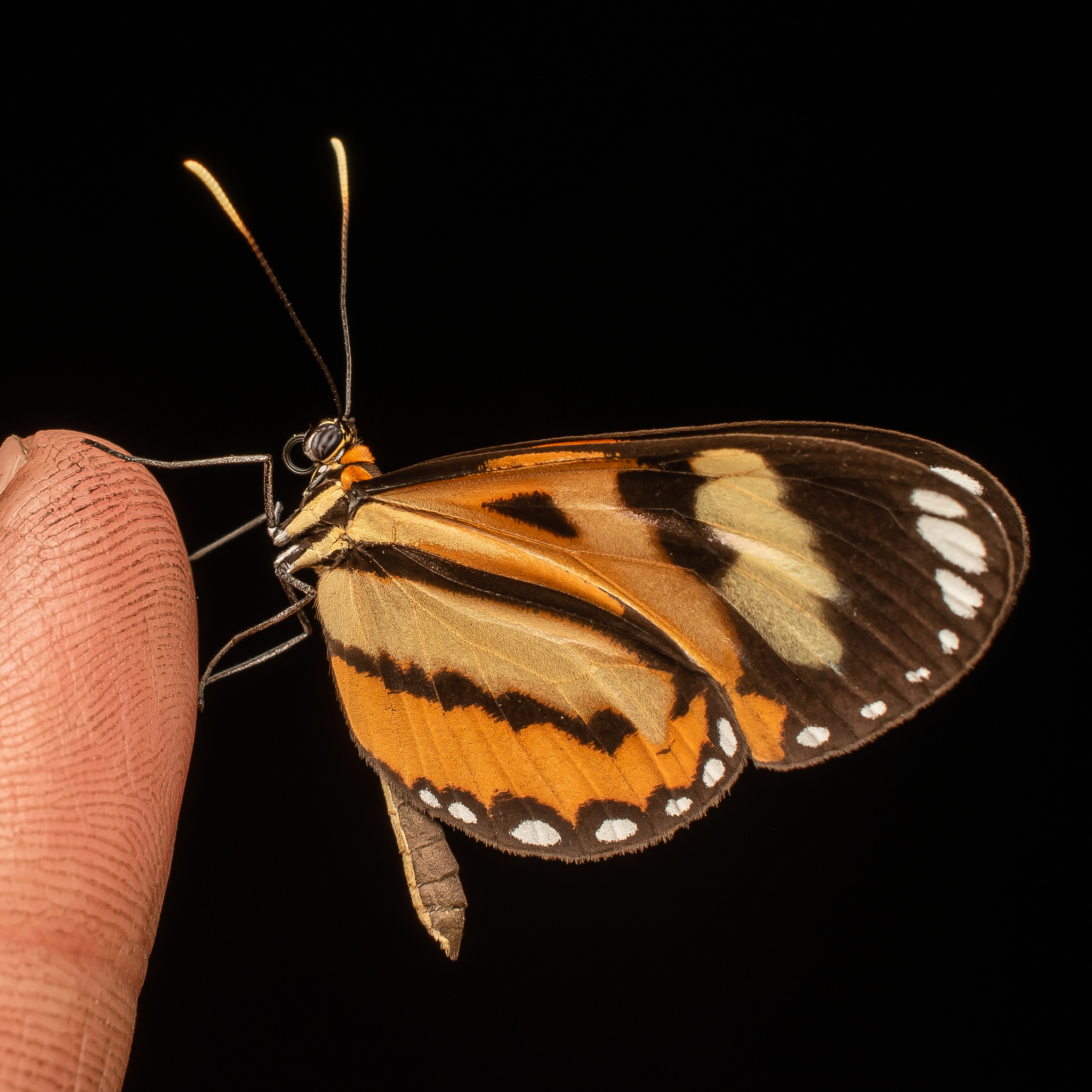
Au Brésil.

Hypothyris ninonia est un papillon à corps fin, d'une envergure d'environ 55 mm, aux ailes à apex arrondi et aux ailes antérieures à bord interne concave. Les ailes antérieures sont orange à base et apex marron séparés par une bande crème dentelée.  Les ailes postérieures sont marron avec une base orange. Les ailes antérieures et postérieures sont ornées d'une ligne submarginale de gros points crème.
Le revers est semblable.

## Écologie et distribution
Hypothyris ninonia est présent en Colombie, en Équateur, en Bolivie, au Pérou et au Brésil, au Venezuela, au Surinam, en Guyana et en Guyane.

### Protection
Pas de statut de protection particulier.